# 戊寅元暦
戊寅元暦（ぼいんげんれき）は、中国暦の一つで、かつて中国で使用された太陰太陽暦の暦法。唐の傅仁均（ふじんきん）によって編纂され、唐の武徳2年（619年）から麟徳元年（664年）にいたる46年間、施行された。省略されて戊寅暦ともいう。『新唐書』志第十五・暦一によると武徳9年（626年）丙戌の年より16万4348年前の戊寅の年（紀元前163723年）を上元とするのでこの名がある。唐朝に採用された初めての暦である。
676年に249閏月を置く破章法を採用し、1太陽年を365+2315/9464（≒365.24461）日、1朔望月を29+6901/13006（≒29.530601）日とした。
公式に採用された暦では初めて定朔法を用いた。ただし、定朔法では大の月が4か月も連続する可能性があるといった根強い反対があり、貞観19年（645年）以降はふたたび平朔法が使われた。